# Alemania en el Festival de la Canción de Eurovisión 2024
Alemania participará en el Festival de la Canción de Eurovisión 2024 en Malmö, Suecia, con «Always on the Run» interpretada por Isaak. La emisora alemana ARD, en colaboración con Norddeutscher Rundfunk (NDR), organizó la final nacional del Eurovision Song Contest – Das deutsche Finale 2024 para seleccionar la candidatura alemana para el concurso de 2024.
Como miembro de los «Cinco Grandes», Alemania se clasifica automáticamente para competir en la final del Festival de Eurovisión.

## Antecedentes
Antes del concurso de 2024, Alemania ha participado en el Festival de Eurovisión sesenta y seis veces desde su debut como uno de los siete países que participaron en 1956, lo que lo convierte, hasta el momento, en el país que ha competido más veces en el concurso: han participado en todas las ediciones excepto en 1996, cuando la nación fue eliminada en una ronda de clasificación previa al concurso. Alemania ha ganado el concurso en dos ocasiones: en 1982 con la canción «Ein bißchen Frieden» interpretada por Nicole y en 2010 con la canción «Satellite» interpretada por Lena. En 2023, «Blood & Glitter» interpretada por Lord of the Lost quedó en el puesto 26 (último) en la final con 18 puntos.
Los miembros del consorcio de televisión alemán ARD transmiten el concurso en Alemania. Desde 1996, el miembro de ARD Norddeutscher Rundfunk (NDR) es responsable de organizar la participación de Alemania en el concurso. El país ha utilizado tanto selecciones internas como una variedad de formatos finales nacionales para seleccionar sus candidaturas en el pasado, ateniéndose principalmente al formato Unser Lied für… («Nuestra canción para…», seguido del nombre de la ciudad anfitriona) en los últimos años. ARD confirmó su intención de competir en el concurso de 2024 inmediatamente después de la final de 2023.

## Antes de Eurovisión

### Eurovision Song Contest –Das deutsche Finale2024
El 7 de septiembre de 2023, ARD anunció su intención de organizar una final nacional, titulada Eurovision Song Contest – Das deutsche Finale 2024 («Festival de la Canción de Eurovisión - La final alemana 2024»). El espectáculo, que se llevó a cabo en Berlín el 16 de febrero de 2024 y fue presentado por Barbara Schöneberger, se transmitió en directo en Das Erste, en la plataforma de streaming de la emisora ARD Mediathek y en su sitio web oficial de Eurovisión, Eurovision.de. El ganador fue seleccionado mediante una combinación de votos del jurado y televoto.

### Participantes
El período de presentación para artistas interesados estuvo abierto desde el 7 de septiembre hasta el 15 de octubre de 2023. Los cantantes o grupos podían postularse con o sin canción y debían cargar un video de la interpretación de su canción o (para aquellos sin una composición original) una versión de su elección. El concurso está abierto a cualquier artista y canción, sin restricciones de idioma o nacionalidad. Al final del período de presentación, se habían recibido 693 inscripciones: 475 de artistas solistas, 71 de dúos y 127 de bandas, con un total de 572 canciones. El 25 de noviembre de 2023, estos se redujeron a 32, que fueron evaluados por un jurado internacional de 20 miembros (compuesto por jurados anteriores de sus países en Eurovisión, cuyos nombres se revelarán más adelante) para seleccionar un máximo de diez finalistas antes de fin de año. Estos, que finalmente se revelaron como ocho, se anunciaron y lanzaron el 19 de enero de 2024 y se presentaron a través del programa ESC vor acht («ESC antes de las ocho»), que consta de ocho transmisiones diarias conducidas por Alina Stiegle entre el 5 y el 15 de febrero de 2024. Paralelamente a este proceso, NDR lanzó un concurso separado para determinar un finalista adicional, titulado Ich will zum ESC! («¡Quiero ir a ESC!»), con quince concursantes seleccionados entre las solicitudes recibidas.
Los artistas seleccionados incluyen a Max Mutzke, quien representó a Alemania en el Festival de la Canción de Eurovisión 2004.
     Seleccionado/a a través de Ich will zum ESC!
| Artista      | Canción             | Idioma | Compositor(es)                                                    |
| ------------ | ------------------- | ------ | ----------------------------------------------------------------- |
| Bodine Monet | «Tears like Rain»   | Inglés | - Ashley Hicklin - Lukas Hällgren - Pele Loriano - Roxane Ischi   |
| Floryan      | «Scars»             | Inglés | - Florian Rößler - Leif Bent - Rea Garvey                         |
| Galant       | «Katze»             | Alemán | - Mona Meiller - Paul-Aaron Wolf                                  |
| Isaak        | «Always on the Run» | Inglés | - Greg Taro - Isaak Guderian - Kevin Lehr - Leo Salminen          |
| Leona        | «Undream You»       | Inglés | - Elsa Søllesvik - Leona Preuss - Maria Christensen - Simon Davis |
| Marie Reim   | «Naiv»              | Alemán | Tim Peters                                                        |
| Max Mutzke   | «Forever Strong»    | Inglés | - Justin Balk - Max Mutzke - Sebastian Schubert - Simon Oslender  |
| NinetyNine   | «Love on a Budget»  | Inglés | - Daniel Leon Schmidt - Henrik Menzel - Mirko Michalzik           |
| Ryk          | «Oh Boy»            | Inglés | Rick Jurthe                                                       |

##### Ich will zum ESC!
Ich will zum ESC! fue un formato desarrollado por NDR y Hessischer Rundfunk (HR) para seleccionar un finalista para Eurovision Song Contest – Das deutsche Finale 2024. Constó de cinco episodios pregrabados, estrenados en ARD Mediathek entre el 25 de enero y el 1 de febrero de 2024 (posteriormente transmitido en Das Erste), y una final en vivo, celebrada el 8 de febrero de 2024 en el Kreuzberg Festival Hall de Berlín y presentada por Laura Karasek (transmitida por NDR Fernsehen y Das Erste). Quince artistas fueron entrenados por Conchita Wurst (representante de Austria en 2014 y ganadora absoluta) y Rea Garvey, quienes en cada episodio eligieron qué participantes pasarían a la siguiente etapa, clasificándose tres para la final. Allí presentaron una canción recién compuesta y el ganador fue determinado mediante una ronda de televoto.
| N.º | Artista      | Canción               | Voto de los coaches | Voto de los coaches | Resultado       |
| N.º | Artista      | Canción               | C.W.                | R.G.                | Resultado       |
| --- | ------------ | --------------------- | ------------------- | ------------------- | --------------- |
| 1   | Christos     | «Be Yourself»         | Yes                 | Yes                 | Equipo Conchita |
| 2   | Bibiane      | «Toxic»               | No                  | Yes                 | Equipo Rea      |
| 3   | Apollson     | «Love on the Brain»   | No                  | No                  | Eliminado       |
| 4   | Anne         | «Don't Stop Me Now»   | Yes                 | No                  | Equipo Conchita |
| 5   | Paul         | «Out of Time»         | No                  | Yes                 | Equipo Rea      |
| 6   | Jamina       | «Creep»               | No                  | No                  | Eliminada       |
| 7   | Esther Filly | «Slave to the Rhythm» | —                   | —                   | —               |

| N.º | Artista  | Canción                  | Voto de los coaches | Voto de los coaches | Resultado       |
| N.º | Artista  | Canción                  | C.W.                | R.G.                | Resultado       |
| --- | -------- | ------------------------ | ------------------- | ------------------- | --------------- |
| 1   | Esther   | «What a Wonderful World» | No                  | Yes                 | Equipo Rea      |
| 2   | Sophie   | «Schön genug»            | Yes                 | Yes                 | Equipo Conchita |
| 3   | Luca     | «When I Was Your Man»    | Yes                 | Yes                 | Equipo Conchita |
| 4   | Celina   | «Physical»               | No                  | No                  | Eliminada       |
| 5   | Sven     | «Beggin'»                | Yes                 | No                  | Equipo Conchita |
| 6   | Marie    | «Irgendwas bleibt»       | No                  | No                  | Eliminada       |
| 7   | Béranger | «Wild Drift»             | No                  | Yes                 | Equipo Rea      |
| 8   | Lyn      | «Calm After the Storm»   | No                  | No                  | Eliminada       |
| 9   | Florian  | «What Was I Made For?»   | No                  | Yes                 | Equipo Rea      |

| N.º | Artistas | Canción                 | Voto de los coaches | Voto de los coaches | Resultado   |
| N.º | Artistas | Canción                 | C.W.                | R.G.                | Resultado   |
| --- | -------- | ----------------------- | ------------------- | ------------------- | ----------- |
| 1   | Christos | «Take Me to Church»     | No                  | —                   | Eliminado   |
| 1   | Sven     | «Take Me to Church»     | Sí                  | —                   | Clasificado |
| 2   | Anne     | «Time After Time»       | Sí                  | —                   | Clasificada |
| 2   | Luca     | «Time After Time»       | Sí                  | —                   | Clasificado |
| 2   | Sophie   | «Time After Time»       | Sí                  | —                   | Clasificada |
| 3   | Florian  | «Dancing on My Own»     | —                   | Sí                  | Clasificado |
| 3   | Bibiane  | «Dancing on My Own»     | —                   | Sí                  | Clasificada |
| 4   | Esther   | «You Get What You Give» | —                   | No                  | Eliminada   |
| 4   | Béranger | «You Get What You Give» | —                   | Sí                  | Clasificado |
| 4   | Paul     | «You Get What You Give» | —                   | Sí                  | Clasificado |

| N.º | Artista  | Canción                | Voto de los coaches | Voto de los coaches | Resultado   |
| N.º | Artista  | Canción                | C.W.                | R.G.                | Resultado   |
| --- | -------- | ---------------------- | ------------------- | ------------------- | ----------- |
| 1   | Florian  | «Can't Stop»           | —                   | Sí                  | Clasificado |
| 2   | Bibiane  | «Running Up That Hill» | —                   | Sí                  | Clasificada |
| 3   | Béranger | «Maniac»               | —                   | No                  | Eliminado   |
| 4   | Paul     | «Sex on Fire»          | —                   | Sí                  | Clasificado |
| 5   | Luca     | «Think About Things»   | Sí                  | —                   | Clasificado |
| 6   | Sophie   | «Karma»                | No                  | —                   | Eliminado   |
| 7   | Sven     | «Roller»               | Sí                  | —                   | Clasificado |
| 8   | Anne     | «Wildberry Lillet»     | Sí                  | —                   | Clasificada |

| Artista | Voto de los coaches | Voto de los coaches | Resultado   |
| Artista | C.W.                | R.G.                | Resultado   |
| ------- | ------------------- | ------------------- | ----------- |
| Anne    | Sí                  | —                   | Clasificada |
| Bibiane | —                   | Sí                  | Clasificada |
| Florian | —                   | Sí                  | Clasificado |
| Luca    | Sí                  | —                   | Clasificado |
| Paul    | —                   | No                  | Eliminado   |
| Sven    | No                  | —                   | Eliminado   |

| N.º | Artista       | Canción             | Voto del público | Voto del público | Voto del público | Voto del público | Lugar |
| N.º | Artista       | Canción             | Telefóno         | SMS              | En línea         | Total            | Lugar |
| --- | ------------- | ------------------- | ---------------- | ---------------- | ---------------- | ---------------- | ----- |
| 1   | Anne Im       | «Yellow Brick Road» | 4,052            | 1,901            | 894              | 6,856            | 3     |
| 2   | Floryan       | «Scars»             | 6,132            | 2,165            | 1,095            | 9,392            | 1     |
| 3   | Luca M. Wefes | «Farben neuer Tage» | 5,121            | 2,517            | 1,113            | 8,771            | 2     |

### Final
La final del Eurovision Song Contest – Das deutsche Finale 2024 tuvo lugar el 16 de febrero de 2024 y contó con la participación de nueve concursantes. El ganador fue seleccionado mediante una combinación 50/50 de votos de un jurado internacional y un televoto, siguiendo un patrón similar al utilizado en la final del Festival de la Canción de Eurovisión: cada una de las dos votaciones determinó una clasificación en la que a las entradas se les asignaron 1 a 6, 8, 10 y 12 puntos. El jurado internacional estuvo compuesto por un panel por cada uno de ocho países diferentes: Austria, Croacia, España, Islandia, Lituania, Reino Unido, Suecia y Suiza. Al espectáculo asistieron como invitados Conchita Wurst, Rea Garvey, Mary Roos (representante alemana de Eurovisión en 1972 y 1984), Riccardo Simonetti, Florian Silbereisen, Alli Neumann y los anteriores representantes alemanes de Lord of the Lost.
| N.º | Artista      | Canción             | Jurado | Jurado | Voto del público | Voto del público | Voto del público | Voto del público | Voto del público | Total | Lugar |
| N.º | Artista      | Canción             | Votos  | Puntos | Teléfono         | SMS              | En línea         | Total            | Puntos           | Total | Lugar |
| --- | ------------ | ------------------- | ------ | ------ | ---------------- | ---------------- | ---------------- | ---------------- | ---------------- | ----- | ----- |
| 1   | NinetyNine   | «Love on a Budget»  | 37     | 3      | 12,051           | 2,707            | 3,676            | 18,434           | 3                | 6     | 7     |
| 2   | Leona        | «Undream You»       | 36     | 2      | 10,708           | 2,969            | 2,883            | 16,560           | 1                | 3     | 9     |
| 3   | Isaak        | «Always on the Run» | 74     | 12     | 64,726           | 21,925           | 23,465           | 110,116          | 12               | 24    | 1     |
| 4   | Galant       | «Katze»             | 52     | 6      | 27,175           | 12,989           | 12,203           | 52,367           | 5                | 11    | 5     |
| 5   | Floryan      | «Scars»             | 8      | 1      | 11,637           | 3,499            | 2,257            | 17,393           | 2                | 3     | 8     |
| 6   | Bodine Monet | «Tears Like Rain»   | 55     | 8      | 26,818           | 10,905           | 10,433           | 48,156           | 4                | 12    | 4     |
| 7   | Ryk          | «Oh Boy»            | 51     | 5      | 46,488           | 32,957           | 17,965           | 97,410           | 8                | 13    | 3     |
| 8   | Marie Reim   | «Naiv»              | 40     | 4      | 40,162           | 13,584           | 11,772           | 65,518           | 6                | 10    | 6     |
| 9   | Max Mutzke   | «Forever Strong»    | 55     | 10     | 72,473           | 18,443           | 16,156           | 107,072          | 10               | 20    | 2     |

| N.º | Canción             | Bandera de Suiza | Bandera de Croacia | Bandera de España | Bandera de Lituania | Bandera del Reino Unido | Bandera de Islandia | Bandera de Austria | Bandera de Suecia | Total |
| --- | ------------------- | ---------------- | ------------------ | ----------------- | ------------------- | ----------------------- | ------------------- | ------------------ | ----------------- | ----- |
| 1 | «Love on a Budget»  | 3                | 3                  | 5                 | 5                   | 10                      | 6                   | 2                  | 3                 | 37    |
| 2 | «Undream You»       | 4                | 10                 | 6                 | 3                   | 3                       | 4                   | 4                  | 2                 | 36    |
| 3 | «Always on the Run» | 10               | 6                  | 8                 | 8                   | 12                      | 8                   | 12                 | 10                | 74    |
| 4 | «Katze»             | 2                | 5                  | 10                | 10                  | 2                       | 12                  | 3                  | 8                 | 52    |
| 5 | «Scars»             | 1                | 1                  | 1                 | 1                   | 1                       | 1                   | 1                  | 1                 | 8     |
| 6 | «Tears Like Rain»   | 6                | 12                 | 3                 | 6                   | 4                       | 10                  | 8                  | 6                 | 55    |
| 7 | «Oh Boy»            | 12               | 4                  | 2                 | 4                   | 6                       | 5                   | 6                  | 12                | 51    |
| 8 | «Naiv»              | 8                | 2                  | 12                | 2                   | 5                       | 2                   | 5                  | 4                 | 40    |
| 9 | «Forever Strong»    | 5                | 8                  | 4                 | 12                  | 8                       | 3                   | 10                 | 5                 | 55    |
| Portavoces del jurado internacional |                     |                  |                    |                   |                     |                         |                     |                    |                   |       |
| - - Luca Hänni - - Anja Cerar - - Álvaro Soler - - Ieva Narkutė - - Katrina Leskanich - - Rúnar Freyr Gíslason - - Cesár Sampson - - Lina Hedlund |                     |                  |                    |                   |                     |                         |                     |                    |                   |       |

| País        | Miembros                                                                                                 |
| ----------- | --- |
| Austria     | - Christian Deix - Gabriela Horn - Peter Pansky - Bettina Ruprechter - Sasha Saedi                       |
| Croacia     | - Mia Dimšić - Denis Dumančić - Bojan Jambrošić - Monika Lelas Habanek - Branimir Mihaljević             |
| España      | - Sophia Martin - Aaron Sáez Escolano - Marta Sánchez Gómez - Tony Sánchez-Ohlsson - Sergio Sastre Sainz |
| Islandia    | - Einar Bárðarson - Helga Möller - Kjartan Guðbergsson - Kristján Gíslason - Regína Óskarsdóttir         |
| Lituania    | - Lauras Lučianas - Vytautas Lukošius - Ieva Narkutė - Darius Užkuraitis - Deivydas Zvonkus              |
| Reino Unido | - Mark De-Lisser - Rokhsan Heydari - Adam Hunter - George Ure - Pete Watson                              |
| Suecia      | - Filip Adamo - Lina Hedlund - Henrik Johnsson - Maria Marcus - Rennie Mirro                             |
| Suiza       | - Chiara Dubey - Rico Fischer - Michael von der Heide - Lisa Oribasi - Georg Schlunegger                 |

## En Eurovisión
El Festival de la Canción de Eurovisión 2024 se llevará a cabo en el Malmö Arena de Malmö, Suecia, y constará de dos semifinales celebradas en las respectivas fechas del 7 y 9 de mayo y la final el 11 de mayo de 2024. Según las reglas de Eurovisión, todas las naciones, a excepción del país anfitrión y los «Cinco Grandes» (Francia, Alemania, Italia, España y el Reino Unido), deben clasificarse en una de las dos semifinales para poder competir en la final; los diez mejores países de cada semifinal avanzan a la final. Como miembro de los «Cinco Grandes», Alemania se clasifica automáticamente para competir en la final el 11 de mayo de 2024. Además de su participación en la final, Alemania también debe retransmitir y votar en una de las dos semifinales. Esto se decidió mediante un sorteo celebrado durante el sorteo de semifinales el 30 de enero de 2024, cuando se anunció que Alemania votaría en la primera semifinal.
En una reunión conjunta celebrada en Múnich en septiembre de 2023, ARD y las emisoras de lengua alemana ORF de Austria y SRF de Suiza renovaron sus planes de cooperar en la retransmisión de los programas temáticos de Eurovisión ESC – Der Countdown y ESC – Die Aftershow en 2024, como lo hicieron para el concurso de 2023. En Alemania, la final se transmitirá en directo por Das Erste; por primera vez en 25 años, Peter Urban no será comentarista, y 2023 marcará su último año en el puesto. Además, como parte de la programación de Eurovisión, ARD, a través de su emisora WDR, cooperará con la BBC junto con otras emisoras miembros de la UER (en concreto, DR, France Télévisions y SVT) para producir y emitir un documental titulado ABBA: Against All Odds, con ocasión del 50.º aniversario de la primera victoria de Suecia en el concurso con «Waterloo» de ABBA.